# Лейбович, Евгений Михайлович
Евге́ний Миха́йлович Лейбо́вич (1902, Марьино, Невельский уезд — 6 сентября 1940, Москва) — деятель советской юстиции. Нарком юстиции Татарской АССР. 

## Биография
Родился в 1902 году в деревне Марьино Невельского уезда Витебской губернии. В 1921 году стал членом РКП(б). Его дальнейшая жизнь была связана с работой в органах советской юстиции. В 1935—1937 годах — прокурор и народный комиссар юстиции Татарской АССР. В 1937 году — прокурор Ивановской области, входил в состав особой тройки НКВД СССР. В 1937—1938 годах — прокурор II-го отделения Прокуратуры РСФСР.
Арестован 11 ноября 1938 года как «участник антисоветской право-троцкистской организации». Приговорён к ВМН ВКВС СССР 6 сентября 1940 года.
Обвинялся по статьям 58-7, 58-11 УК РСФСР. Расстрелян в день вынесения приговора в Москве. Реабилитирован посмертно.